# Carice (ort)
Carice är en ort i Haiti.   Den ligger i departementet Nord-Est, i den nordöstra delen av landet, 110 km nordost om huvudstaden Port-au-Prince. Carice ligger 623 meter över havet och antalet invånare är 2 104.
Terrängen runt Carice är kuperad. Runt Carice är det ganska tätbefolkat, med 108 invånare per kvadratkilometer. Närmaste större samhälle är Capotille, 16,0 km nordost om Carice. Omgivningarna runt Carice är en mosaik av jordbruksmark och naturlig växtlighet.